# NGC 972

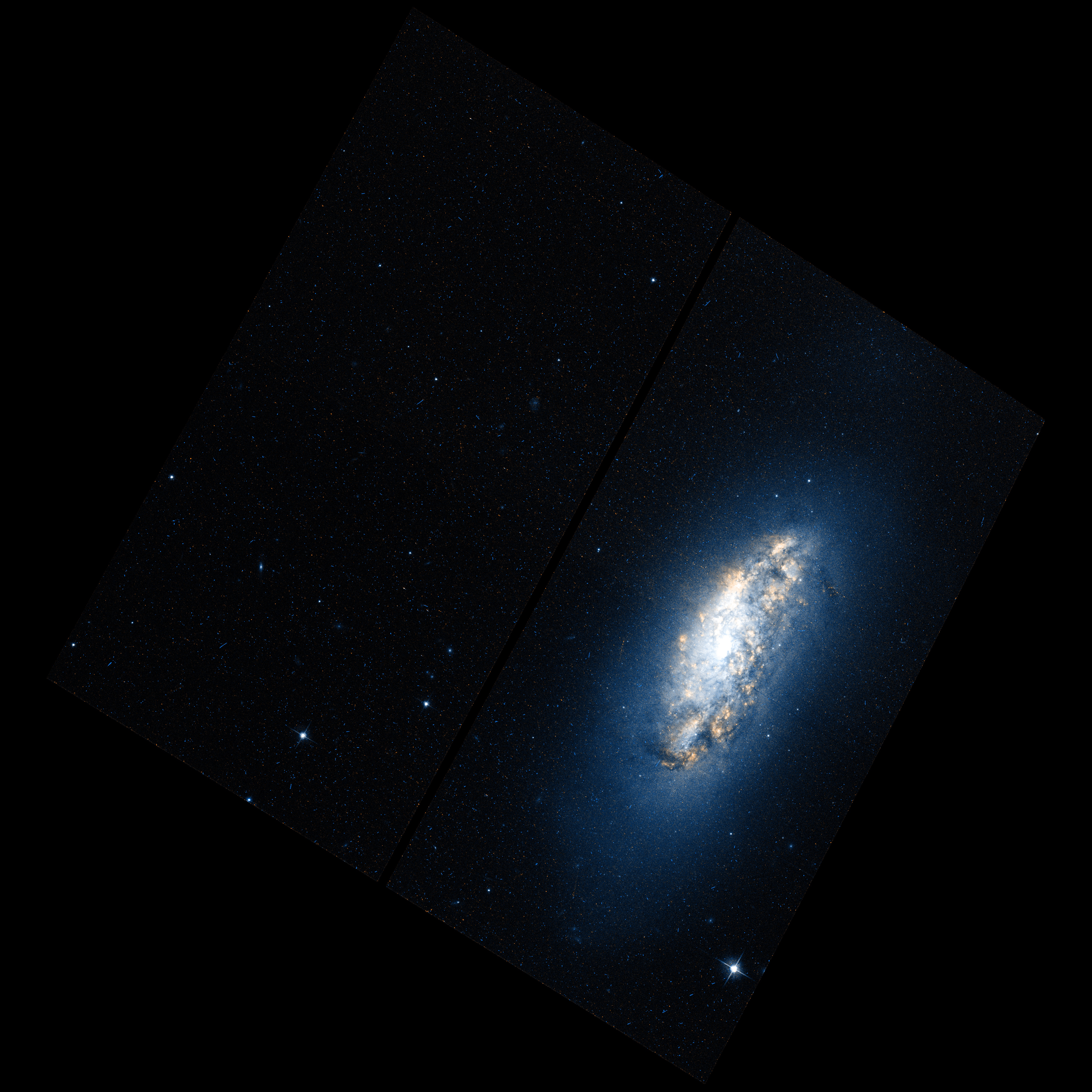
NGC 972 par le télescope spatial Hubble.

NGC 972 est une galaxie spirale située dans la constellation du Bélier. NGC 972 a été découverte par l'astronome germano-britannique William Herschel en 1784.

## Caractéristiques
La classe de luminosité de NGC 972 est I-II et elle présente une large raie HI. Elle renferme également des régions d'hydrogène ionisé. Selon la base de données Simbad, NGC 972 est une radiogalaxie.

### Distance
Sa vitesse par rapport au fond diffus cosmologique est de 1 306 ± 16 km/s, ce qui correspond à une distance de Hubble de 19,3 ± 1,4 Mpc (∼62,9 millions d'al).
À ce jour, 14 mesures non basées sur le décalage vers le rouge (redshift) donnent une distance de 16,550 ± 2,188 Mpc (∼54 millions d'al), ce qui est à l'intérieur des valeurs de la distance de Hubble. Notons cependant que c'est avec la valeur moyenne des mesures indépendantes, lorsqu'elles existent, que la base de données NASA/IPAC calcule le diamètre d'une galaxie et qu'en conséquence le diamètre de NGC 972 pourrait être d'environ 20,7 kpc (∼67 500 al) si on utilisait la distance de Hubble pour le calculer.

### Luminosité dans l'infrarouge
La luminosité de la galaxie de NGC 972 dans l'infrarouge lointain (de 40 à 400 µm)  est égale à 3,47 × 1010 {\displaystyle L_{\odot }} (1010,54{\displaystyle L_{\odot }}) et sa luminosité totale dans l'infrarouge (de 8 à 1 000 µm) est de 4,68 × 1010 {\displaystyle L_{\odot }} (1010,67{\displaystyle L_{\odot }}).